# From Afar
A From Afar a finn Ensiferum negyedik nagylemeze, az első, melyen Emmi Silvennoinen szintetizátoros szerepel. 2009-ben jelent meg a Spinefarm Recordsnál. A From Afar és a Twilight Tavern című számra egy-egy videóklip is készült, még ugyanebben az évben.

## Az album dalai
Az összes dalszöveg szerzője Sami Hinkka, kivéve Elusive Reaches, amely Hinkka és Petri Lindroos alkotása. 
| 1.    | By the Dividing Stream (Markus Toivonen)                      | 3:50  |
| 2.    | From Afar (Toivonen/Hinkka)                                   | 4:51  |
| 3.    | Twilight Tavern (Toivonen/Hinkka)                             | 5:38  |
| 4.    | Heathen Throne (Toivonen)                                     | 11:09 |
| 5.    | Elusive Reaches (Lindroos/Toivonen)                           | 3:26  |
| 6.    | Stone Cold Metal (Toivonen/Hinkka)                            | 7:25  |
| 7.    | Smoking Ruins (Toivonen)                                      | 6:40  |
| 8.    | Tumman virran taa (Hinkka)                                    | 0:52  |
| 9.    | The Longest Journey (Heathen Throne Pt. II) (Toivonen/Hinkka) | 12:52 |
| 56:40 |                                                               |       |

## Közreműködők

### Ensiferum
- Petri Lindroos – ének, gitárok
- Markus Toivonen – gitárok, ének, bendzsó
- Sami Hinkka – basszusgitár, ének
- Janne Parviainen – ütős hangszerek
- Emmi Silvennoinen – billentyűs hangszerek, ének

### Vendégzenészek
- Timo Väänänen - kantele
- Tobias Tåg - fuvola, tin whistles, furulya
- Olli Varis - mandolin, mandola
- Jenni Turku - furulya
- Olli Ahvenlahti - zongora
- Lassi Logren - nyckelharpa
- Mikko P. Mustonen - hangszerelés, whistle
- Jukka-Pekka Miettinen - ének
- Tea Dickman - ének
- Inka Eguzoroh - ének
- Kaisa Saari - ének